# Советник президента США

Советник президента США (Counselor to the President) — высокопоставленный помощник президента США, является старшим членом Исполнительного офиса президента.

## История
Должность была создана при администрации Ричарда Никсона. Во время президентства Никсона, не менее восьми человек занимали позицию, иногда советниками были 2-3 человека одновременно.
Во время президентства Джеральда Форда, пост занимали Роберт Хартманн и Джон О. Марш-младший.
Позиция была вакантной в администрации Джимми Картера, так как Картер оставил многие руководящие должности в Белом доме пустыми (например, Глава аппарата Белого дома) и предпочитал меньший корпус советников.
Эдвин Миз занимал должность в течение первого срока президента Рональда Рейгана, и был очень влиятельным в Белом доме. Эдвин, глава администрации Джеймс Бейкер и его заместитель Майкл Дивер были прозваны «Тройкой» и считались наиболее влиятельными советниками президента. С началом второго срока Рейгана Миз стал Генеральным прокурором, а место советника осталось вакантным до конца президентства.
Позиция была вакантной в течение первых трёх лет президентства Джорджа Буша-старшего. В 1992 году советником стал Клейтон Йоттер после того, как он ушёл с поста председателя Национального комитета Республиканской партии.
Во время администрации Билла Клинтона, пост стал в гораздо большей степени сосредоточен на коммуникациях. Двое из советников Клинтона, Дэвид Герген и Пол Бегала, позже стали политологами CNN.
Во время администрации Джорджа Буша-младшего, советник курировал коммуникации, средства массовой информации, написание речей и пресс-службы.
При администрации Обамы, должность первоначально была отменена и обязанности переданы трём старшим советникам: Дэвиду Аксельроду, Питу Раусу, и Валери Джарретт, которая также занимала должность помощника президента по вопросам межбюджетных отношений и общественных связей. 6 января 2011 года президент Обама назначил Пита Роуза советником президента. Он отвечал за оказание помощи президенту и главе администрации в ежедневных делах сотрудников Белого дома. Джон Подеста стал советником после Роуза. Он ушёл с поста советника, чтобы присоединиться к президентской кампании Хиллари Клинтон 2016 года в качестве председателя.
Вскоре после выборов 2016 года, избранный президент Дональд Трамп объявил о своём намерении назначить Стивена Бэннона своим старшим советником. Бэннон также будет именоваться «главным стратегом». Позднее он назвал Кэллиенн Конуэй своим вторым советником, а Дину Пауэлл — третьим.

## Список советников президента США

Президент Рейган проводит встречу с сотрудниками овального кабинета в свой первый рабочий день. Спереди слева — советник президента Эдвин Миз.

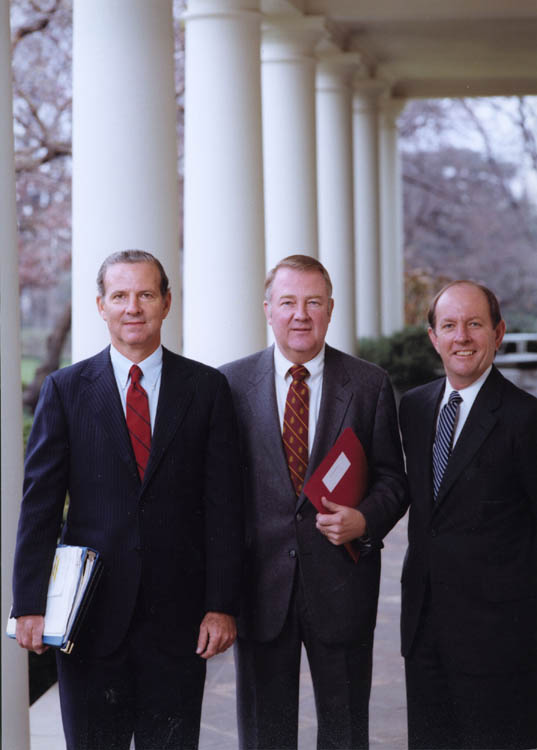
«Президентская тройка». Слева направо: Глава аппарата Белого дома Джеймс Бейкер, советник президента Эдвин Миз и заместитель Главы аппарата Белого дома Майкл Дивер в Белом доме, 2 декабря 1981.

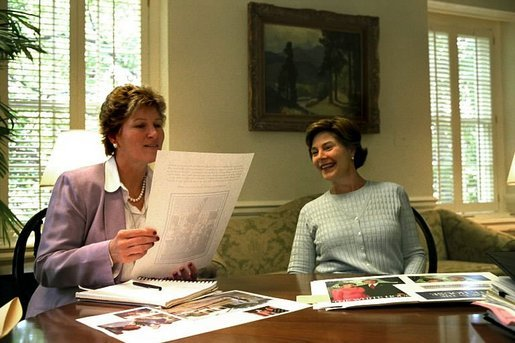
Советник президента Карен Хьюс и Первая Леди Лора Буш, 28 июня 2002.

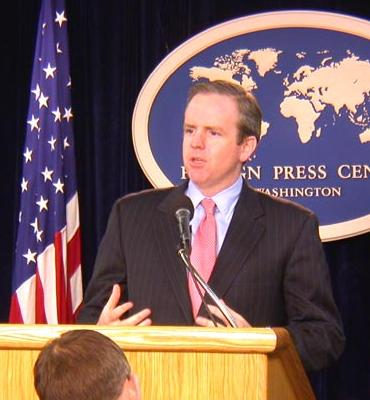
Советник президента Дэн Бартлетт даёт краткую информацию об обращении «О положении страны» Джорджа Буша-младшего, 3 февраля 2005.

Советник президента Эд Гиллеспи (справа) и Глава аппарата Вице-президента США Дэвид Эддингтон ознакомляются с документом, 5 декабря 2007.

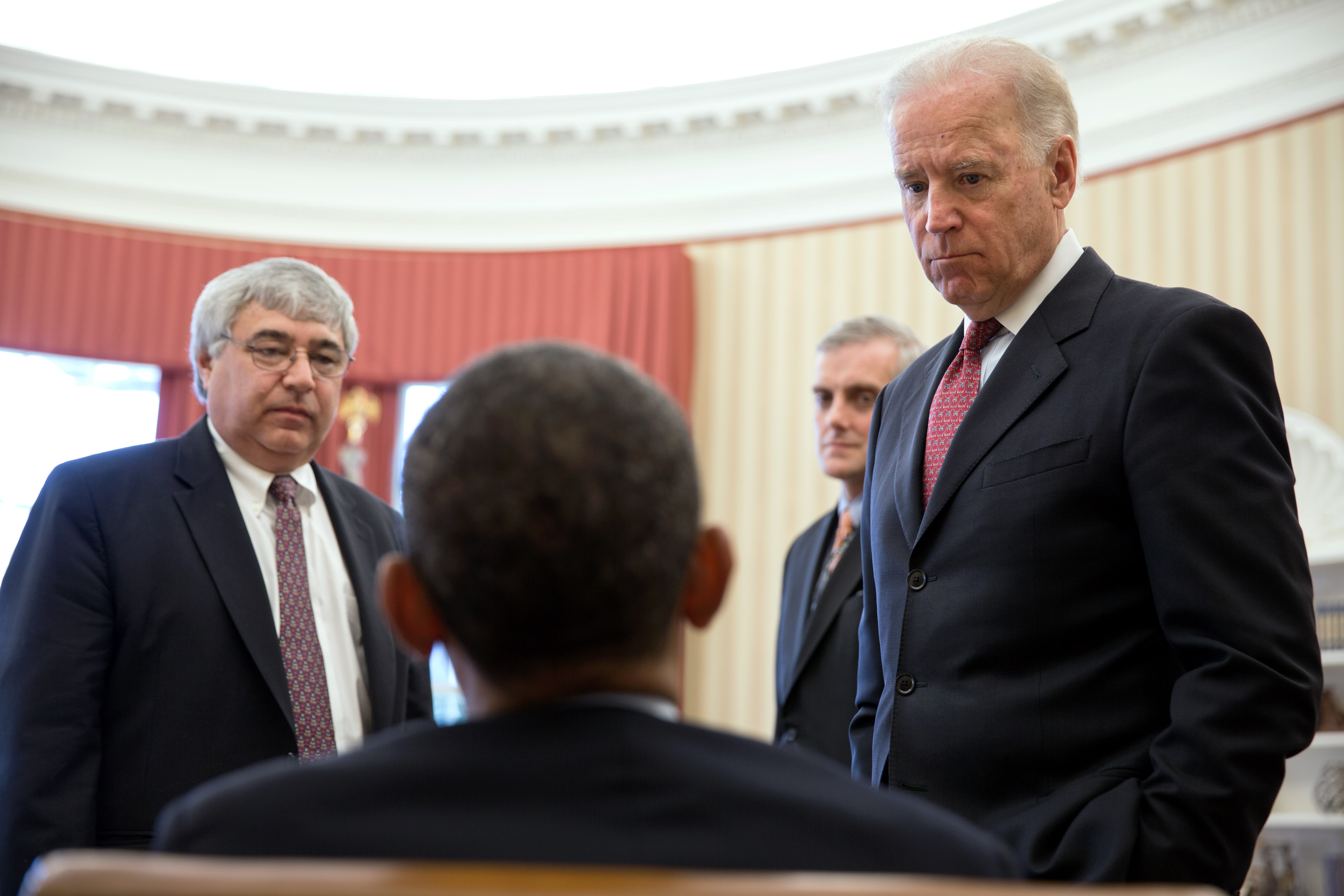
Советник президента Пит Роуз, Глава аппарата Белого дома Денис Макдоноу и Вице-президент Джо Байден говорят с Президентом Бараком Обамой, 2 апреля 2013.

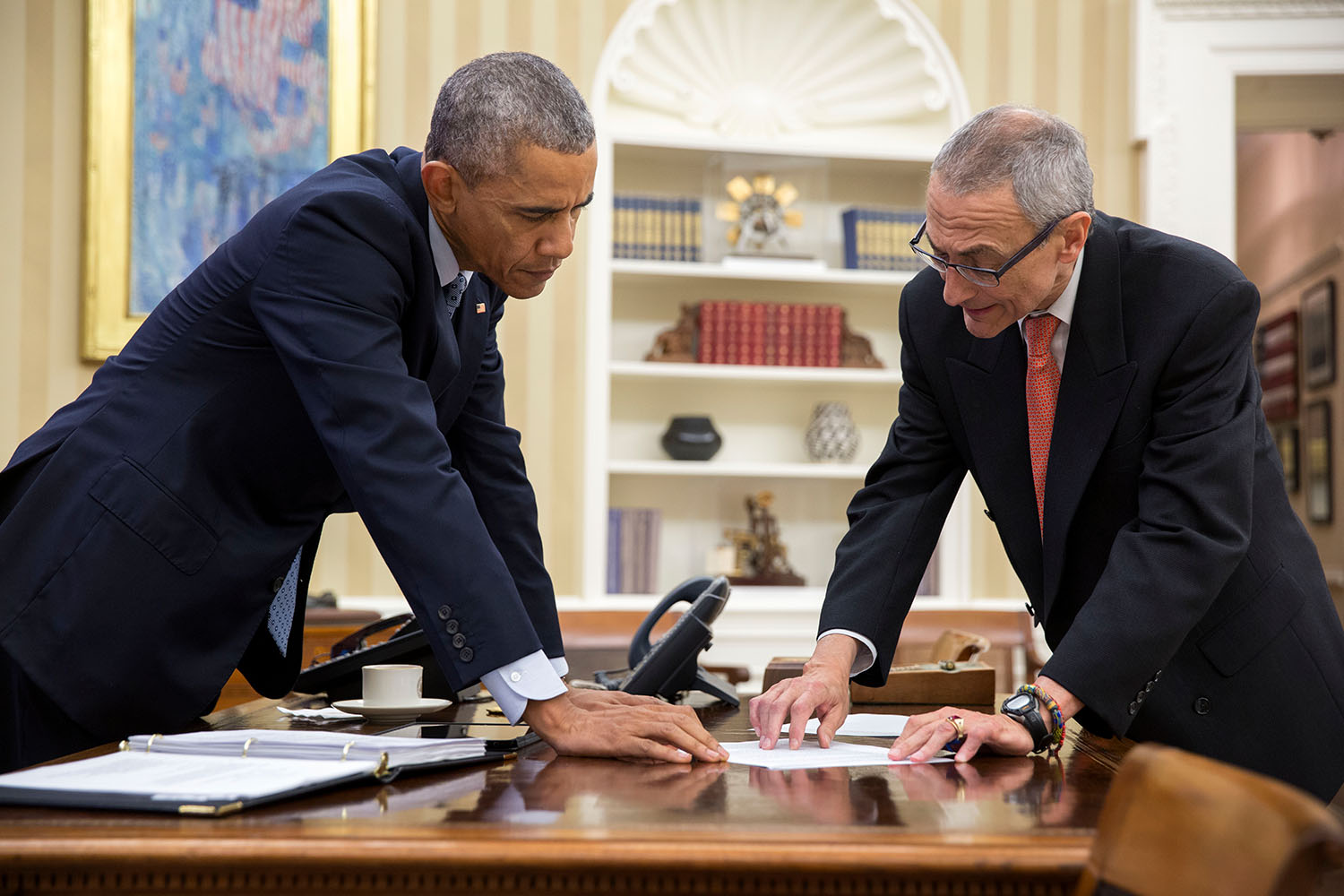
Встреча советника президента Джона Подесты с Президентом Обамой в овальном кабинете, 29 января 2015.

| Советник                       | Советник         | Советник                                                              | Срок полномочий                   | Партия          | Президент                      |
| ------------------------------ | ---------------- | --------------------------------------------------------------------- | --------------------------------- | --------------- | ------------------------------ |
|                                | Arthur Burns     | Артур Фрэнк Бёрнс (1904–1987)                                         | 20 января 1969 - 5 ноября 1969    | Республиканская | Ричард Никсон (1969–1974)      |
|                                | Pat Moynihan     | Патрик Мойнихэн (1927–2003)                                           | 5 ноября 1969 - 31 декабря 1970   | Демократическая | Ричард Никсон (1969–1974)      |
|                                | Bryce Harlow     | Брайс Харлоу (1916–1987)                                              | 5 ноября 1969 - 9 декабря 1970    | Республиканская | Ричард Никсон (1969–1974)      |
|                                | Robert Finch     | Роберт Финч (1925–1995)                                               | 23 июня 1970 - 15 декабря 1972    | Республиканская | Ричард Никсон (1969–1974)      |
|                                | Donald Rumsfeld  | Дональд Рамсфелд (род. 1932)                                          | 11 декабря 1970 - 15 октября 1971 | Республиканская | Ричард Никсон (1969–1974)      |
|                                | Anne Armstrong   | Энн Армстронг (1927–2008)                                             | 19 января 1973 - 18 декабря 1974  | Республиканская | Ричард Никсон (1969–1974)      |
|                                |                  | Дин Бёрч (1927–1991)                                                  | 8 марта 1974 - 31 декабря 1974    | Республиканская | Ричард Никсон (1969–1974)      |
|                                | Kenneth Rush     | Кэннет Раш (1910–1994)                                                | 29 мая 1974 - 19 сентября 1974    | Республиканская | Ричард Никсон (1969–1974)      |
|                                |                  | Роберт Хартманн (1917–2008)                                           | 9 августа 1974 - 20 января 1977   | Республиканская | Джеральд Форд (1974–1977)      |
|                                | John O. Marsh    | Джон Отон Марш-младший (род. 1926)                                    | 9 августа 1974 - 20 января 1977   | Демократическая | Джеральд Форд (1974–1977)      |
| Вакантно                       | Вакантно         | Вакантно                                                              | Вакантно                          | Вакантно        | Джимми Картер (1977–1981)      |
|                                | Edwin Meese      | Эдвин Миз (род. 1931)                                                 | 20 января 1981 - 25 февраля 1985  | Республиканская | Рональд Рейган (1981–1989)     |
| Вакантно                       |                  |                                                                       |                                   |                 | Рональд Рейган (1981–1989)     |
| Джордж Буш-старший (1989–1993) |                  |                                                                       |                                   |                 |                                |
|                                |                  | Клейтон Йиттер (род. 1930)                                            | 1 февраля 1992 - 20 января 1993   | Республиканская |                                |
| Вакантно                       | Вакантно         | Вакантно                                                              | Вакантно                          | Вакантно        | Билл Клинтон (1993–2001)       |
|                                | David Gergen     | Дэвид Герген (род. 1942)                                              | 29 мая 1993 - 10 июня 1994        | Республиканская | Билл Клинтон (1993–2001)       |
| Вакантно                       |                  |                                                                       |                                   |                 | Билл Клинтон (1993–2001)       |
|                                |                  | Билл Карри (род. 1951)                                                | 21 февраля 1995 - 20 января 1997  | Демократическая | Билл Клинтон (1993–2001)       |
|                                | Paul Begala      | Пол Бегала (род. 1961)                                                | 17 августа 1997 - 10 марта 1999   | Демократическая | Билл Клинтон (1993–2001)       |
|                                |                  | Энн Льюис (род. 1937)                                                 | 10 марта 1999 - 20 января 2001    | Демократическая | Билл Клинтон (1993–2001)       |
|                                | Karen Hughes     | Карен Хьюс (род. 1956)                                                | 20 января 2001 - 8 июля 2002      | Республиканская | Джордж Буш-младший (2001–2009) |
| Вакантно                       |                  |                                                                       |                                   |                 | Джордж Буш-младший (2001–2009) |
|                                | Dan Bartlett     | Дэн Бартлетт (род. 1971)                                              | 5 января 2005 - 5 июля 2007       | Республиканская | Джордж Буш-младший (2001–2009) |
|                                | Ed Gillespie     | Эд Гиллеспи (род. 1961)                                               | 5 июля 2007 - 20 января 2009      | Республиканская | Джордж Буш-младший (2001–2009) |
| Вакантно                       | Вакантно         | Вакантно                                                              | Вакантно                          | Вакантно        | Барак Обама (2009–2017)        |
|                                | Pete Rouse       | Пит Роуз (род. 1946)                                                  | 13 января 2011 - 1 января 2014    | Демократическая | Барак Обама (2009–2017)        |
|                                | John Podesta     | Джон Подеста (род. 1949)                                              | 1 января 2014 - 13 февраля 2015   | Демократическая | Барак Обама (2009–2017)        |
| Вакантно                       |                  |                                                                       |                                   |                 | Барак Обама (2009–2017)        |
|                                | Stephen Bannon   | Стивен Бэннон Старший советник и Главный стратег (род. 1953)          | 20 января 2017 - 18 августа 2017  | Республиканская | Дональд Трамп (2017 – 2021)    |
|                                | Kellyanne Conway | Кэллиенн Конуэй (род. 1967)                                           | 20 января 2017                    | Республиканская | Дональд Трамп (2017 – 2021)    |
|                                | Dina Powell      | Дина Пауэлл Старший советник по экономическим инициативам (род. 1973) | 20 января 2017 - 12 января 2018   | Республиканская | Дональд Трамп (2017 – 2021)    |
|                                | Johnny DeStefano | Джонни Дестефано (род. 1979)                                          | 9 февраля 2018 — 24 мая 2019      | Республиканская | Дональд Трамп (2017 – 2021)    |
|                                | Hope Hicks       | Хоуп Хикс (род. 1988)                                                 | 9 марта 2020 — 12 января 2021     | Республиканская | Дональд Трамп (2017 – 2021)    |
|                                |                  | Дерек Лайонс                                                          | 20 мая 2020 — 20 января 2021      | Республиканская | Дональд Трамп (2017 – 2021)    |
|                                |                  | Стивен Дж. Риккетти                                                   | 20 января 2021 — 20 января 2025   | Демократическая | Джо Байден (2021 — 2025)       |
|                                | Jeffrey Zients   | Джеффри Зайнтс (род. 1966)                                            | 20 января 2021 — 20 января 2025   | Демократическая | Джо Байден (2021 — 2025)       |
|                                | Питер Наварро    | Питер Наварро (род. 1949)                                             | 20 января 2025 — н. в.            | Республиканская | Дональд Трамп (2025 — )        |
|                                | Алина Хабба      | Алина Хабба (род. 1984)                                               | 20 января 2025 — н. в.            | Республиканская | Дональд Трамп (2025 — )        |
|                                |                  | Стэнли Вудворд                                                        | 20 января 2025 — н. в.            | Республиканская | Дональд Трамп (2025 — )        |